# Vigneul-sous-Montmédy
Vigneul-sous-Montmédy är en kommun i departementet Meuse i regionen Grand Est (tidigare regionen Lorraine) i nordöstra Frankrike. Kommunen ligger i kantonen Montmédy som tillhör arrondissementet Verdun. År 2022 hade Vigneul-sous-Montmédy 83 invånare.

## Befolkningsutveckling
Antalet invånare i kommunen Vigneul-sous-Montmédy
| Referens: INSEE |